# Ephialtes brevis
Ephialtes brevis är en stekelart som beskrevs av Morley 1914. Ephialtes brevis ingår i släktet Ephialtes och familjen brokparasitsteklar. Inga underarter finns listade i Catalogue of Life.